# 马松亭
马松亭（1895年—1992年1月16日），曾名寿龄，经名阿卜杜拉·莱希姆，男，回族，北京人，中华民国及中华人民共和国伊斯兰教大阿訇、经学教育家，与王静斋、哈德成、达浦生并称中国现代“四大阿訇”。

## 生平
马松亭出身阿訇世家。青年时期子承父业，到各地拜访伊斯兰教经学名师，学习阿拉伯语以及伊斯兰教教义。1921年，在北平花市清真寺“穿衣挂幛”。其后，先后在清水县、涿县、济南、北平、重庆、台北、香港等地的清真寺任职或讲学。1933年到麦加朝觐。马松亭终身致力于中国伊斯兰教教育事业。1925年，马松亭、唐柯三等人在济南创办成达师范学校。1929年后，马松亭在北平陆续主持创办《月华》杂志、《成师》校刊。1930年代，两次访问埃及爱资哈尔大学，经与该校商谈，选送了大批中国穆斯林学生留学该校。1934年访问埃及、巴勒斯坦等国，将各种书体成套阿拉伯文铅字带回中国，经成达师范学校出版部翻制为铜模后推广使用，促进了中国铅印伊斯兰教经典及教材。1936年，马松亭利用埃及国王福阿德一世赠给中国穆斯林的经书，在北平创办“福德图书馆”。1945年及1947年，马松亭先后与马淳、庞士谦等人在重庆、北平创办伊斯兰经学研究班、北平回教经学院等新式伊斯兰教学校。1947年，马松亭创办“月华文化服务社”，出版《月华周报》。
中华人民共和国成立后，1952年马松亭接受中央人民政府政务院总理周恩来邀请，从香港回北京，担任西单清真寺教长。1953年，马松亭参加赴朝慰问团，到抗美援朝战场慰问中国人民志愿军指战员。1953年起直到逝世，马松亭历任中国回民文化协进会副主任、中国伊斯兰教协会副主任、中国伊斯兰教经学院副院长、中国伊斯兰教经学院名誉院长（1980年至1992年）、中国回民教育委员会副主任等职务，并先后出任第二、五、六、七届全国政协委员。1957年反右运动中，马松亭被打成“右派”，受到不公正待遇。文革中又遭到迫害。粉碎“四人帮”后，马松亭冤案获平反，马松亭重新参加各种社会活动。
1992年1月16日，马松亭在北京病逝，享年97岁。1992年1月18日，中国伊斯兰教协会为马松亭举行殡礼，由中国伊斯兰教协会副会长安士伟主持，全国政协副主席程思远及全国人大常委会、中共中央统战部、国家民族事务委员会、国务院宗教局、中国伊斯兰教协会等部门的负责人出席。